# Andreas van Oostenrijk
Andreas van Oostenrijk (Březnice (kasteel), Bohemen, 16 mei 1558 – Rome, 12 november 1600) was kardinaal-deken en plaatsvervangend gouverneur-generaal van de Zuidelijke Nederlanden.

## Biografie
Andreas was de oudste zoon van Ferdinand II van Tirol en Philippine Welser. 
In 1587 werd hij prins-abt van Murbach, in 1589 prins-bisschop van Konstanz en in 1591 prins-bisschop van Brixen.
Bij het vertrek van aartshertog Albrecht van Oostenrijk naar Spanje om daar Isabella, de dochter van Filips II van Spanje, te trouwen werd Andreas op 12 september 1598 benoemd als plaatsvervangend gouverneur-generaal voor de Zuidelijke Nederlanden. Deze functie behield hij tot aan 31 augustus 1599 bij de terugkeer van Albrecht en Isabella.
Van een niet nader bekende vrouw zou hij twee kinderen hebben gehad:
- Hans-Georg
- Susanna